# 阿梅乌戈
阿梅乌戈，是西班牙卡斯蒂利亚-莱昂布尔戈斯省的一个市镇。总面积13平方公里，总人口89人（2001年），人口密度7人/平方公里。